# Chelonomorpha formosana
Chelonomorpha formosana là một loài bướm đêm trong họ Noctuidae.